# Тенере
Тенере (Tiniri — пустиња, дивљина) је пустињска зона која се налази у јужним централним деловима Сахаре на североистоку Нигера и западу Чада. Захвата површину већу од 400.000 km².